# Lechincioara
Lechincioara – wieś w Rumunii, w okręgu Marusza, w gminie Șincai. W 2011 roku liczyła 115 mieszkańców.